# Final del Torneo Apertura 2014 (Colombia)
La final del Torneo Apertura 2014 de la Categoría Primera A del fútbol profesional colombiano fue una serie de partidos de fútbol que se jugaron los días 18 de mayo y 21 de mayo de 2014 para definir al primer campeón del año del fútbol en Colombia. La disputaron los ganadores de la fase semifinal: Atlético Nacional y  Junior ya se habían enfrentado la final del Finalización 2004 que Junior derrotó 5-4 por penales a Atlético Nacional. El ganador fue Atlético Nacional venciendo 4-2 al Junior, por penaltis.

## Llave
| Bandera del departamento de Antioquia | vs. | Bandera del Departamento del Atlántico |
| ------------------------------------- | --- | -------------------------------------- |
| Atlético Nacional 0 2 2 (4)           | vs. | Junior 1 2 (2)                         |

## Estadios
| Medellín                  | Barranquilla                           |
| ------------------------- | -------------------------------------- |
| Estadio Atanasio Girardot | Estadio Metropolitano Roberto Meléndez |
| Capacidad: 40.943         | Capacidad: 50.000                      |
|                           |                                        |

## Resultados

### Partido de ida
| 1          | POR        | Sebastián Viera    |     |
| 5          | DEF        | Andrés Correa      |     |
| 22         | DEF        | César Fawcett      |     |
| 6          | DEF        | William Tesillo    |     |
| 28         | DEF        | Guillermo Celis    |     |
| 19         | MED        | Jossymar Gómez     | 73' |
| 25         | MED        | Jhonny Vásquez     |     |
| 15         | MED        | Luis Narváez       |     |
| 16         | MED        | Vladimir Hernández | 73' |
| 14         | DEL        | Edison Toloza      |     |
| 7          | DEL        | Luis Quiñones      | 80' |
| Entrenador | Entrenador | Julio Comesaña     |     |

| 34         | POR        | Franco Armani       |     |
| 12         | DEF        | Alexis Henriquez    |     |
| 19         | DEF        | Farid Díaz          | 77' |
| 5          | DEF        | Francisco Nájera    |     |
| 3          | DEF        | Óscar Murillo       |     |
| 13         | MED        | Alexander Mejía     |     |
| 8          | MED        | Diego Arias         | 57' |
| 10         | MED        | Edwin Cardona       |     |
| 6          | MED        | Juan David Valencia |     |
| 18         | DEL        | Wilder Guisao       |     |
| 16         | DEL        | Luis Páez           | 66' |
| Entrenador | Entrenador | Juan Carlos Osorio  |     |

| 18 | DEL | Michael Balanta | 73' |
| 29 | MED | Jorge Aguirre   | 80' |
| 9  | DEL | Martín Arzuaga  | 73' |

| 21 | MED | Jhon Valoy       | 57' |
| 27 | DEL | Santiago Tréllez | 66' |
| 24 | MED | Sebastián Pérez  | 77' |

| Anotado | 55' | Edison Toloza | 1-0 |

| Amonestado | 31' | Andrés Correa |
| Amonestado | 37' | Luis Quiñónes |

| Amonestado | 17' | Juan David Valencia |
| Amonestado | 22' | Alexander Mejía     |
| Amonestado | 22' | Diego Arias         |
| Amonestado | 32' | Wilder Guisao       |
| Amonestado | 58' | Edwin Cardona       |

| Árbitro             | Luis Sánchez   |
| Árbitros asistentes | Rafael Rivas   |
| Árbitros asistentes | Wilmar Navarro |
| Cuarto árbitro      | Juan Gamarra   |

| 1          | POR        | Sebastián Viera    |     |
| 5          | DEF        | Andrés Correa      |     |
| 22         | DEF        | César Fawcett      |     |
| 6          | DEF        | William Tesillo    |     |
| 28         | DEF        | Guillermo Celis    |     |
| 19         | MED        | Jossymar Gómez     | 73' |
| 25         | MED        | Jhonny Vásquez     |     |
| 15         | MED        | Luis Narváez       |     |
| 16         | MED        | Vladimir Hernández | 73' |
| 14         | DEL        | Edison Toloza      |     |
| 7          | DEL        | Luis Quiñones      | 80' |
| Entrenador | Entrenador | Julio Comesaña     |     |

| 34         | POR        | Franco Armani       |     |
| 12         | DEF        | Alexis Henriquez    |     |
| 19         | DEF        | Farid Díaz          | 77' |
| 5          | DEF        | Francisco Nájera    |     |
| 3          | DEF        | Óscar Murillo       |     |
| 13         | MED        | Alexander Mejía     |     |
| 8          | MED        | Diego Arias         | 57' |
| 10         | MED        | Edwin Cardona       |     |
| 6          | MED        | Juan David Valencia |     |
| 18         | DEL        | Wilder Guisao       |     |
| 16         | DEL        | Luis Páez           | 66' |
| Entrenador | Entrenador | Juan Carlos Osorio  |     |

| 18 | DEL | Michael Balanta | 73' |
| 29 | MED | Jorge Aguirre   | 80' |
| 9  | DEL | Martín Arzuaga  | 73' |

| 21 | MED | Jhon Valoy       | 57' |
| 27 | DEL | Santiago Tréllez | 66' |
| 24 | MED | Sebastián Pérez  | 77' |

| Anotado | 55' | Edison Toloza | 1-0 |

| Amonestado | 31' | Andrés Correa |
| Amonestado | 37' | Luis Quiñónes |

| Amonestado | 17' | Juan David Valencia |
| Amonestado | 22' | Alexander Mejía     |
| Amonestado | 22' | Diego Arias         |
| Amonestado | 32' | Wilder Guisao       |
| Amonestado | 58' | Edwin Cardona       |

| Árbitro             | Luis Sánchez   |
| Árbitros asistentes | Rafael Rivas   |
| Árbitros asistentes | Wilmar Navarro |
| Cuarto árbitro      | Juan Gamarra   |

### Partido de vuelta
| 34         | POR        | Franco Armani       |     |
| 3          | DEF        | Óscar Murillo       |     |
| 12         | DEF        | Alexis Henríquez    | 46' |
| 22         | DEF        | Daniel Bocanegra    |     |
| 19         | DEF        | Farid Díaz          | 64' |
| 14         | MED        | Jairo Palomino      | 75' |
| 20         | MED        | Alejandro Bernal    |     |
| 10         | MED        | Edwin Cardona       |     |
| 6          | MED        | Juan David Valencia |     |
| 7          | MED        | Sherman Cárdenas    |     |
| 17         | DEL        | Jefferson Duque     |     |
| Entrenador | Entrenador | Juan Carlos Osorio  |     |

| 1          | POR        | Sebastián Viera          |     |
| 22         | DEF        | César Fawcett            | 59' |
| 20         | DEF        | Juan Guillermo Domínguez |     |
| 24         | DEF        | Samuel Vanegas           |     |
| 6          | DEF        | William Tesillo          |     |
| 28         | MED        | Guillermo Celis          |     |
| 19         | MED        | Jossymar Gómez           |     |
| 25         | MED        | Jhonny Vásquez           |     |
| 15         | MED        | Luis Narváez             |     |
| 29         | MED        | Jorge Aguirre            | 72' |
| 14         | DEL        | Edison Toloza            | 39' |
| Entrenador | Entrenador | Julio Comesaña           |     |

| 18 | DEL | Wilder Guisao    | 46' |
| 21 | MED | Jhon Valoy       | 64' |
| 9  | DEL | Juan Pablo Ángel | 75' |

| 18 | DEL | Michael Balanta | 39' |
| 2  | DEF | Andrés González | 59' |
| 30 | MED | Yhonny Ramírez  | 72' |

| Anotado | 2'    | Alexis Henríquez | 1-0 |
| Anotado | 90'+3 | Jhon Valoy       | 2-1 |

| Anotado | 17' | Edison Toloza | 1-1 |

|                     |                  | 0:1 | Acierto de penal         | Juan Guillermo Domínguez |
| Juan David Valencia | Acierto de penal | 1:1 |                          |                          |
|                     |                  | 1:1 | Fallo de penal (Atajado) | Sebastián Viera          |
| Edwin Cardona       | Acierto de penal | 2:1 |                          |                          |
|                     |                  | 2:2 | Acierto de penal         | Luis Narváez             |
| Daniel Bocanegra    | Acierto de penal | 3:2 |                          |                          |
|                     |                  | 3:2 | Fallo de penal (Atajado) | Jhonny Vásquez           |
| Alejandro Bernal    | Acierto de penal | 4:2 |                          |                          |

| Amonestado | 69' | Sherman Cárdenas |
| Amonestado | 72' | Jefferson Duque  |
| Amonestado | 78' | Alejandro Bernal |

| Amonestado | 57' | William Tesillo |
| Amonestado | 61' | Sebastián Viera |
| Amonestado | 69' | Luis Narváez    |
| Amonestado | 72' | Jorge Aguirre   |

| Árbitro             | Ímer Machado     |
| Árbitros asistentes | Humberto Clavijo |
| Árbitros asistentes | Alexander Guzmán |
| Cuarto árbitro      | Juan Pontón      |

| 34         | POR        | Franco Armani       |     |
| 3          | DEF        | Óscar Murillo       |     |
| 12         | DEF        | Alexis Henríquez    | 46' |
| 22         | DEF        | Daniel Bocanegra    |     |
| 19         | DEF        | Farid Díaz          | 64' |
| 14         | MED        | Jairo Palomino      | 75' |
| 20         | MED        | Alejandro Bernal    |     |
| 10         | MED        | Edwin Cardona       |     |
| 6          | MED        | Juan David Valencia |     |
| 7          | MED        | Sherman Cárdenas    |     |
| 17         | DEL        | Jefferson Duque     |     |
| Entrenador | Entrenador | Juan Carlos Osorio  |     |

| 1          | POR        | Sebastián Viera          |     |
| 22         | DEF        | César Fawcett            | 59' |
| 20         | DEF        | Juan Guillermo Domínguez |     |
| 24         | DEF        | Samuel Vanegas           |     |
| 6          | DEF        | William Tesillo          |     |
| 28         | MED        | Guillermo Celis          |     |
| 19         | MED        | Jossymar Gómez           |     |
| 25         | MED        | Jhonny Vásquez           |     |
| 15         | MED        | Luis Narváez             |     |
| 29         | MED        | Jorge Aguirre            | 72' |
| 14         | DEL        | Edison Toloza            | 39' |
| Entrenador | Entrenador | Julio Comesaña           |     |

| 18 | DEL | Wilder Guisao    | 46' |
| 21 | MED | Jhon Valoy       | 64' |
| 9  | DEL | Juan Pablo Ángel | 75' |

| 18 | DEL | Michael Balanta | 39' |
| 2  | DEF | Andrés González | 59' |
| 30 | MED | Yhonny Ramírez  | 72' |

| Anotado | 2'    | Alexis Henríquez | 1-0 |
| Anotado | 90'+3 | Jhon Valoy       | 2-1 |

| Anotado | 17' | Edison Toloza | 1-1 |

|                     |                  | 0:1 | Acierto de penal         | Juan Guillermo Domínguez |
| Juan David Valencia | Acierto de penal | 1:1 |                          |                          |
|                     |                  | 1:1 | Fallo de penal (Atajado) | Sebastián Viera          |
| Edwin Cardona       | Acierto de penal | 2:1 |                          |                          |
|                     |                  | 2:2 | Acierto de penal         | Luis Narváez             |
| Daniel Bocanegra    | Acierto de penal | 3:2 |                          |                          |
|                     |                  | 3:2 | Fallo de penal (Atajado) | Jhonny Vásquez           |
| Alejandro Bernal    | Acierto de penal | 4:2 |                          |                          |

| Amonestado | 69' | Sherman Cárdenas |
| Amonestado | 72' | Jefferson Duque  |
| Amonestado | 78' | Alejandro Bernal |

| Amonestado | 57' | William Tesillo |
| Amonestado | 61' | Sebastián Viera |
| Amonestado | 69' | Luis Narváez    |
| Amonestado | 72' | Jorge Aguirre   |

| Árbitro             | Ímer Machado     |
| Árbitros asistentes | Humberto Clavijo |
| Árbitros asistentes | Alexander Guzmán |
| Cuarto árbitro      | Juan Pontón      |

| Bandera de Colombia                           |
| Campeón Atlético Nacional Decimocuarto Título |